# Circondario di Alta Savoja
Il circondario di Alta Savoja era uno dei circondari in cui era suddivisa la provincia di Ciamberì del Regno di Sardegna.

## Storia
In seguito all'annessione della Lombardia dal Regno Lombardo-Veneto al Regno di Sardegna (1859), fu emanato il decreto Rattazzi, che riorganizzava la struttura amministrativa del Regno, suddiviso in province, a loro volta suddivise in circondari. Il circondario di Alta Savoja fu creato come suddivisione della provincia di Ciamberì.
Il circondario di Alta Savoja ebbe vita breve: venne soppresso nel 1860, con la cessione della Savoia alla Francia.

## Suddivisione
Il circondario di Alta Savoja era diviso nei seguenti mandamenti:
1. Mandamento di Beaufort
  - Beaufort, Hauteluce, Queige, Villard
2. Mandamento di Faverges
  - Chevaline, Cons, Doussard, Faverges, Giez, La Thuille, Marlens, Montmin, Saint-Ferréol, Settenex
3. Mandamento di Grésy
  - Bonvillard, Cléry-Frontenex, Gresy, Montailleur, Notre-Dame des Millières, Plancherine, Sainte-Hélène des Millières, Saint-Vital, Tournon, Verrens-Arvey
4. Mandamento di Ugine
  - Cohennoz, Crest-Voland, Flumet, Héry, La Giettaz, Notre-Dame de Bellecombe, Outrechaise, Nicolas la Chapelle, Ugine
5. Mandamento di Albertville
  - Albertville, La Bathie, Cevins, Gilly, Mercury-Gemilly, Saint-Sigismond, Tours, Monthion, Grignon et Nevaux, Essert-Blay, Saint-Paul, Rognex, Pallud, Allondaz, Thénesol, Marthod, Césarches, Venthon